# Rombak (stacja kolejowa)
Rombak – stacja kolejowa w Rombak, w regionie Nordland, w Norwegii. Leży 20,86 km na wschód od Narwik. Jest położona na wysokości 264,7 m n.p.m.

## Ruch pasażerski
Leży na linii Ofotbanen. Stacja obsługuje ruch pasażerski z Kiruną, Luleå i Sztokholmem w ilości 4 pociągów dziennie. Jedynym przewoźnikiem są szwedzkie linie kolejowe SJ AB.

## Obsługa pasażerów
Poczekalnia, WC. Odprawa pasażerów odbywa się w pociągu.